# Sulejman Demollari
Sulejman Demollari (Tirana, 15 maggio 1964) è un allenatore di calcio ed ex calciatore albanese, di ruolo centrocampista, osservatore della Dinamo Bucarest e vice-allenatore della Nazionale albanese Under-19.

## Palmarès

### Giocatore

#### Competizioni nazionali
- Campionato albanese: 2

Dinamo Tirana: 1985-1986, 1989-1990
- Coppa d'Albania: 3

Dinamo Tirana: 1981-1982, 1988-1989, 1989-1990
- Supercoppa d'Albania: 1

Dinamo Tirana: 1989
- Campionato rumeno: 1

Dinamo Bucarest: 1991-1992